# Klangstuhl

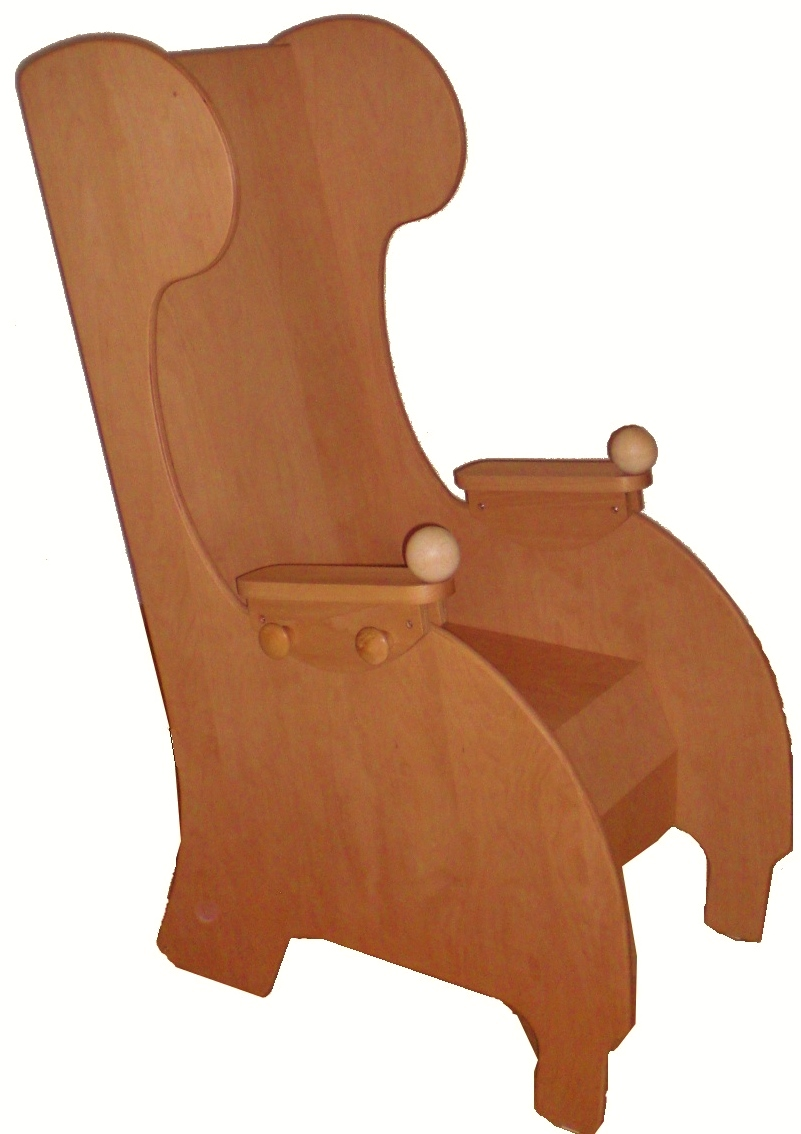
Klangstuhl

Ein Klangstuhl ist ein Klangerzeuger in Form eines Stuhls, der auf der Rückseite mit mehreren auf die gleiche Tonhöhe gestimmten Saiten bespannt ist und zu musiktherapeutischen Zwecken verwendet wird. 

## Beschreibung

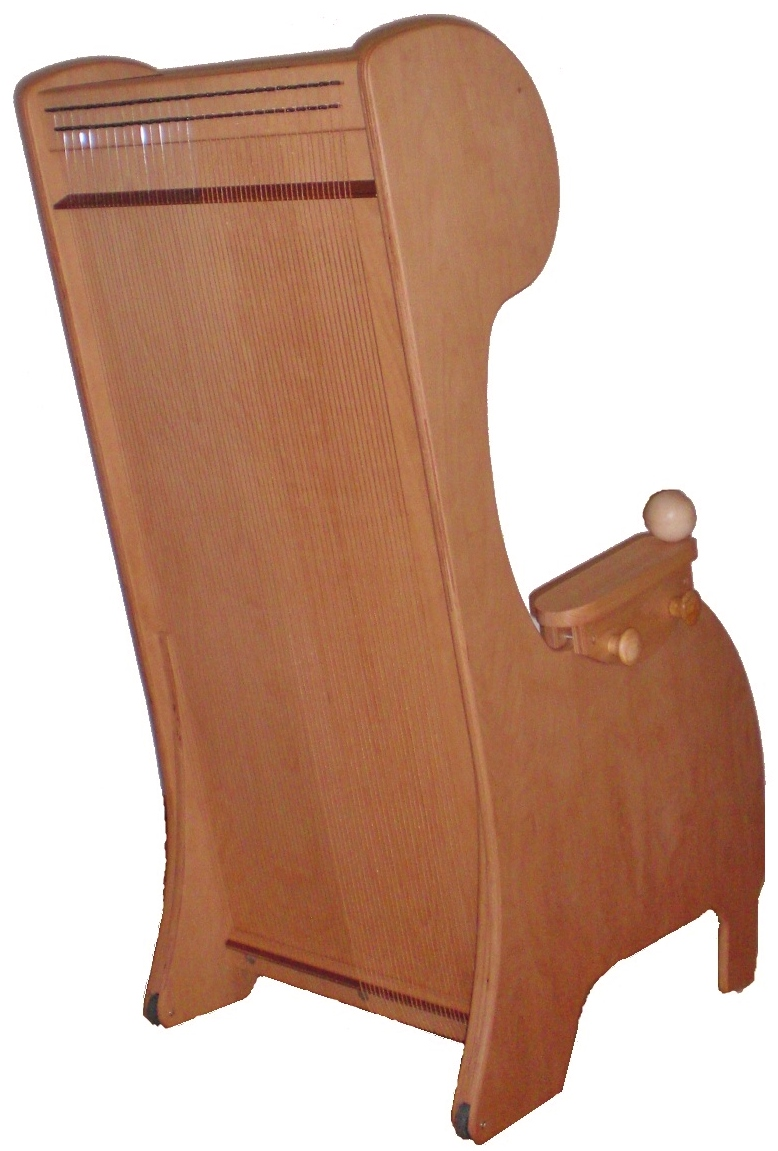
Klangstuhl – Rückansicht mit den Saiten

Bei einem Klangstuhl handelt es sich um einen Stuhl variabler Größe, der mit blanken oder umsponnenen Saiten versehen ist, welche auf die gleiche Tonhöhe gestimmt sind. Als Saiteninstrument gehört der Klangstuhl zu den Brettzithern. 
Während eine Person auf diesem Stuhl sitzt, streicht eine zweite, hinter dem Stuhl stehende Person über die Saiten. Der entstehende Schall, die Saitenschwingungen und die Vibration des Stuhls übertragen sich auf den ganzen Körper der sitzenden Person bis in die Fingerspitzen. Die Klänge und körperlich spürbaren Vibrationen sollen zu einer Entspannung führen und beruhigend wirken.
In der Regel werden Klangstühle aus Holz hergestellt, allerdings war in der Ausstellung „Harter Stoff. Carbon – das Material der Zukunft“ im Deutschen Museum in München eine vom Stuttgarter Institut für Flugzeugbau konstruierte Sonderanfertigung eines Klangstuhls aus kohlenstofffaserverstärktem Kunststoff („Carbon“) zu sehen. Die Leibniz-Gemeinschaft zählte dieses Sondermodell eines Klangstuhls zu den Highlights der Ausstellung.

## Geschichte
Der Klangstuhl wurde von dem Berliner Instrumentenbauer Bernhard Deutz entwickelt und 1996 auf dem internationalen Musiktherapie-Weltkongress in Hamburg neben anderen in der Musiktherapie eingesetzten Instrumenten ausgestellt. Dort wurde er in dem von der World Federation of Music Therapy veranstalteten Wettbewerb für neue Therapieinstrumente mit dem zweiten Preis ausgezeichnet. Mittlerweile werden Klangstühle auch von einer Reihe weiterer Anbieter hergestellt.

## Verwendungsmöglichkeiten
Eingesetzt werden Klangstühle zur Meditationsunterstützung und in der Musiktherapie, etwa unterstützend bei der Behandlung von Kommunikationsstörungen im Kindesalter, bei der Arbeit mit hörbeeinträchtigten Kindern, zur Unterstützung imaginativer Konzepte, bei der Behandlung von Patienten mit chronischen Schmerzen und in der Palliativmedizin.